# Roller Hockey Scandiano
El Roller Hockey Scandiano, también denominado ubroker Roller Hockey Scandiano por razones de patrocinio, es un club de hockey sobre patines de la localidad italiana de Scandiano, en la región de la Emilia-Romaña. Fue fundado en el año 1980 bajo el nombre de Rotellistica Scandianese, nombre que fue modificado por el actual de  Roller Hockey Scandiano tras su refundación en 2008.
Actualmente milita en la Serie A2 italiana.
Entre sus logros deportivos más destacados figuran dos Copas de Italia (Serie A2) ganadas de forma consecutiva en las temporadas 2015-16 y 2016-17.
Tras cinco años jugando en la Serie A1, tras su primer ascenso en 1996, baja a la Serie A2 en la temporada 2000-01, renunciando a dicha categoría, lo que implica su descenso automático a la Serie B. En los años siguientes el equipo alternó su participación en la Serie B y la Serie A2, hasta el ascenso a la máxima categoría en la temporada 2016-17. Tras cuatro años en la Serie A1 desciende de categoría.

## Palmarés
- 2 Copas de Italia (Serie A2): 2015-16, 2016-17

## Plantilla 2022-2023
| - (1) Matteo Vecchi (portero) - (3) Iacopo Vivi - (6) Andrea Stefani - (19) Peter Ehimi - (9) Alejandro Rocha Bouza - ( ) Davide Deinite |  | - (5) Nicolo Busani - (2) Diego Vaccari - (29) Lorenzo Barbieri - (75) Michele Alessandro Uva - (10) Filippo Dimone (portero) |